# Wylezin (Lublin)
Pour les articles homonymes, voir Wylezin.
Wylezin (prononciation [vɨˈlɛʑin]) est un village de la gmina de Kłoczew du powiat de Ryki dans la voïvodie de Lublin, situé dans l'est de la Pologne.
Il se situe à environ 4 kilomètres à l'ouest de Kłoczew (siège de la gmina), 10 kilomètres au nord de Ryki (siège du powiat) et 69 kilomètres au nord-ouest de Lublin (capitale de la voïvodie).

## Histoire
De 1975 à 1998, le village est attaché administrativement à la voïvodie de Siedlce.

Depuis 1999, il fait partie de la nouvelle voïvodie de Lublin.